# IC 2257
IC 2257 ist ein Doppelstern im Sternbild Krebs auf der Ekliptik, die der Astronom Max Wolf am 9. Januar 1901 fälschlich als IC-Objekt  beschrieb.